# Kościół św. Klary w Dobrej
Kościół Świętej Klary w Dobrej – rzymskokatolicki kościół parafialny w mieście Dobra, w powiecie łobeskim, w województwie zachodniopomorskim. Mieści się przy ulicy Armii Krajowej. Należy do dekanatu Nowogard.
Świątynia została wybudowana w trzech etapach. Pierwsze wzmianki o niej pochodzą z 1461 roku. Zostało wtedy wybudowane prezbiterium i zakrystia. W następnej fazie (na początku XVI stulecia) zostały wzniesione: korpus nawowy, kaplica z lożą kolatorską i kaplica Najświętszej Maryi Panny. W końcu XIX stulecia zbudowano najwyższy element świątyni – dzwonnicę. W kościele znajduje się bogato zdobiona ambona z 1596 roku oraz dwukondygnacyjny ołtarz z 1614 roku. W świątyni znajduje się również płyta nagrobna z 1577 roku z lewej strony ołtarza. Przedstawieni są na niej Jobst I von Dewitz razem z żoną. Znajdująca się na płycie postać rycerza ma po sześć palców przy stopach. Pod posadzką kaplicy Najświętszej Maryi Panny mieszczą się krypty, w których spoczywają szczątki wielu osób z rodu von Dewitz. W zakrystii świątyni mieści się jedyny zachowany element wyposażenia zamku w Dobrej – bogato zdobiona skrzynia posażna z drewna dębowego z połowy XVI stulecia.